# Cabdill pintat
El cabdill pintat (Todirostrum pictum) és un ocell de la família dels tirànids (Tyrannidae).

## Hàbitat i distribució
Habita garrigues i bosc obert de les terres baixes al sud de Veneçuela, Guaiana i nord del Brasil.